# Кейла
Кейла (эст. Keila) — город и городской муниципалитет на северо-западе Эстонии, в уезде Харьюмаа. Расположен на реке Кейла. До 2017 года был административным центром волости Кейла (упразднена). Железнодорожный узел. Имеются предприятия лёгкой и пищевой промышленности. Известен с XIII века. Немецкое название города — Кегель (нем. Kegel).

## География и описание
Кейла — небольшой город на севере Эстонии, в котором проживает около девяти с половиной тысяч жителей. Расположен в 25 км к западу от столицы Эстонии — города Таллина.  Высота над уровнем моря — 50 метров. Общая площадь города составляет 11,22 км², большая часть которой густо заселена. Остальная часть покрыта, в основном, лесами, лугами и болотами. Восточная граница города частично проходит по реке Кейла. Город пересекают два шоссе, ведущие в Палдиски и Хаапсалу, и железная дорога. Кейла является центром западной части уезда Харьюмаа. В городе хорошо развито предпринимательство, которое дает работу не только жителям Кейла, но приезжим из окрестных волостей и Таллина. Все промышленные предприятия располагаются на окраине города.
Город делится на две части привокзальным районом. В южной части города расположен район частных домов, окружённых садами. К северу от железной дороги находятся, в основном, многоэтажные жилые дома. Большое количество парков (Центральный, Речной, Сосновый), внутренние городские зелёные зоны, сосновые леса на западной окраине — всё это делает Кейла комфортным для проживания местом.

## История
Старейшие следы поселений в районе Кейла относятся к III—II тысячелетию до н. э. Приблизительно 1000 лет назад на правом берегу реки Кейла возникло поселение. В 1219 году Северная Эстония была захвачена датчанами, которые выбрали Кейласкую гору местом для строительства церкви. На месте первой деревянной, посвященной архангелу Михаилу, церкви к концу XIII — началу XIV века была построена каменная церковь. Первое письменное упоминание о Кейла встречается в Датской поземельной книге (1241 г.). В XV—XVI веках возле церкви находилось небольшое, приблизительно на 20 дворов, поселение, где проживало около 100 жителей. В это же время на месте нынешнего речного парка Ливонским орденом было построено городище, развалины которого были обнаружены в ходе археологических раскопок в 1976 году.
Поселение было уничтожено в ходе Ливонской войны (1558—1583 гг.) в результате грабительских вылазок. Голод 1601—1602 годов и последствия чумы привели к тому, что на протяжении последующих трех веков Кейла оставался маленьким поселком при церкви. Об активизации жизни в Кейла можно говорить, начиная со второй половины XIX века. Первым существенным событием культурной жизни было установление в 1862 году неподалёку от церковной усадьбы шестиметрового памятника Мартину Лютеру. Памятник был уничтожен в 1949 году.
В 1885 году в Кейла состоялся первый певческий праздник, в котором участвовало 19 хоров, главным дирижёром этого праздника был эстонский композитор и хоровой дирижёр Константин Тюрнпу (1865–1926). В 1867 году на хуторе Вяльяотса близ Кейла была открыта приходская школа. С этого года начинается история непрерывного школьного образования в Кейла.
Поворотом в развитии Кейла можно считать строительство в 1870 году железной дороги Ревель—Балтийский порт, после которого произошло заметное оживление торговой и предпринимательской деятельности. В 1896 году владелец мызы Кегель барон Икскюль принял решение о продаже части своих земель под строительство, в результате чего были построены многие ныне находящиеся под защитой государства как памятники культуры здания в привокзальном районе. В 1905 году было завершено строительство железнодорожной ветки до Хаапсалу. К этому времени в Кейла было порядка 65 дворов.
К 1925 году Кейла получил статус посёлка со своим самоуправлением. Жителей на тот момент было 950. В 1930 году в честь Освободительной войны совместными усилиями поселка и волости было построено новое здание начальной школы.
1 мая 1938 года Кейла получил статус города. Первым мэром города стал бывший поселковый старейшина Йоханн Тяхе.
В 1940 году вошёл в состав СССР.
В ходе Великой Отечественной войны 25 августа 1941 года был оккупирован немецкими войсками.
Освобождён 23 сентября 1944 года войсками Ленинградского фронта в ходе Таллинской операции:
- 8-я армия - часть сил 72-й стрелковой дивизии (генерал-майор Ястребов Илья Иванович).[5]

В 1950—1962 годах Кейла являлся административным центром одноименного района и благодаря этому быстро развивался. Развитию способствовало строительство железной дороги с электроснабжением до Таллина. В это же время свою деятельность начала маленькая кооперативная строительная организация (нынешнее акционерное общество AS Harju KEK). Этот момент является одним из самых существенных факторов, оказавших влияние на дальнейшее развитие города в послевоенный период. Первое послевоенное городское собрание было избрано в 1989 году. Мэром города стал Андрес Пярт.
Кейла является членом Союза городов Эстонии с 1935 года и членом Союза городов региона Балтийского моря с 1997 года.

## Население
По данным переписи населения 2011 года, в городе проживали 9 763 человекa, из них 8 291 человек (84,9 %) — эстонцы.
По данным переписи населения 2021 года, в городе насчитывалось 10 499 жителей, из них 8 935 (85,3 %) — эстонцы.

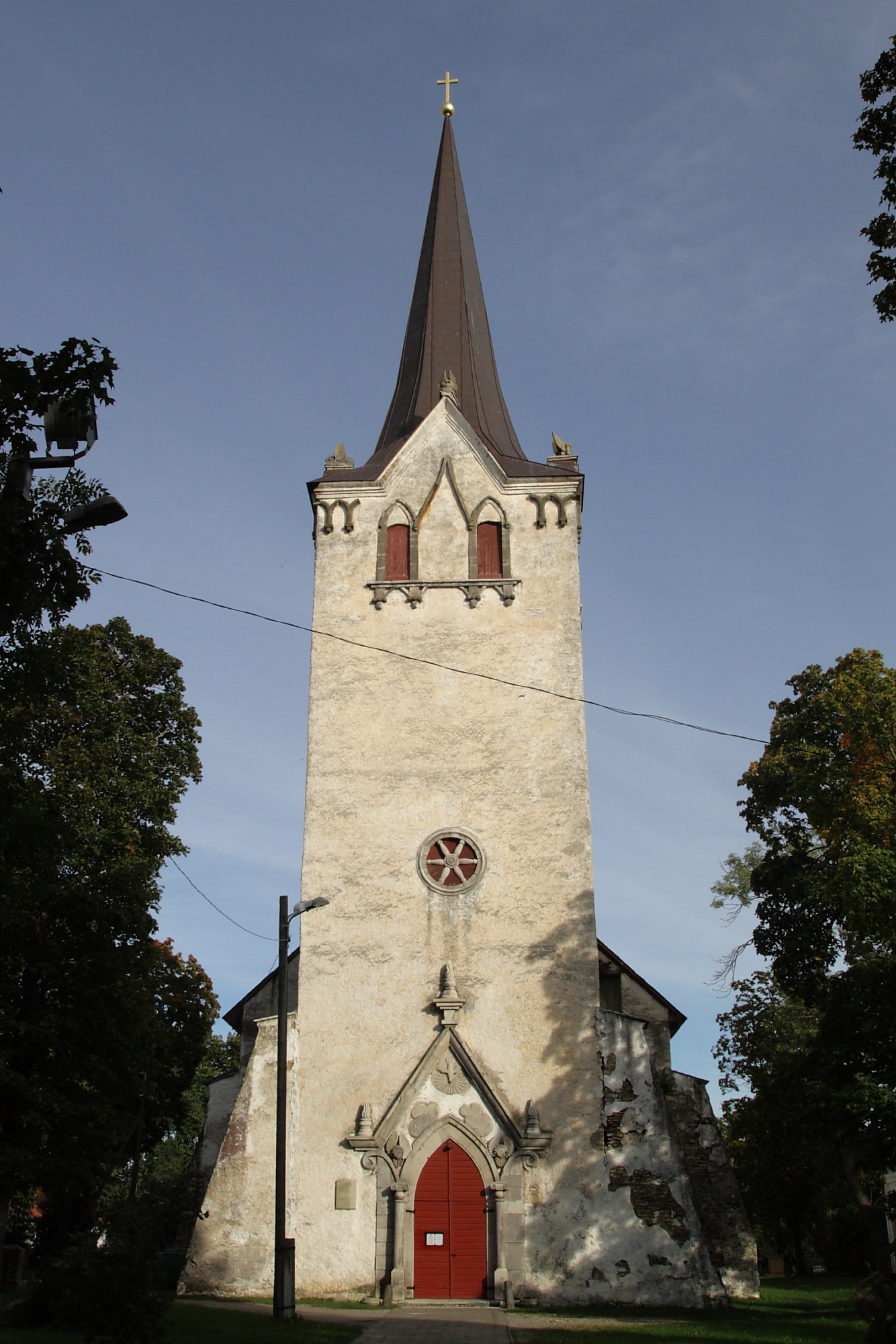
Кейлаская лютеранская церковь (памятник культуры)

Численность населения Кейла в XX веке:
| Год     | 1922 | 1929  | 1934  | 1939    | 1959    | 1970    | 1976    | 1980    | 1985    | 1990     | 2000              |
| ------- | ---- | ----- | ----- | ------- | ------- | ------- | ------- | ------- | ------- | -------- | ----------------- |
| Человек | 789  | ↗ 924 | ↗ 969 | ↗ 1 172 | ↗ 3 032 | ↗ 5 574 | ↗ 6 554 | ↗ 7 549 | ↗ 8 731 | ↗ 10 205 | ↘ 9 049 (10 100*) |

* по состоянию на 1 января
| Численность населения города Кейла в XXI веке по состоянию на 1 января каждого года | Численность населения города Кейла в XXI веке по состоянию на 1 января каждого года | Численность населения города Кейла в XXI веке по состоянию на 1 января каждого года | Численность населения города Кейла в XXI веке по состоянию на 1 января каждого года | Численность населения города Кейла в XXI веке по состоянию на 1 января каждого года | Численность населения города Кейла в XXI веке по состоянию на 1 января каждого года | Численность населения города Кейла в XXI веке по состоянию на 1 января каждого года | Численность населения города Кейла в XXI веке по состоянию на 1 января каждого года | Численность населения города Кейла в XXI веке по состоянию на 1 января каждого года | Численность населения города Кейла в XXI веке по состоянию на 1 января каждого года | Численность населения города Кейла в XXI веке по состоянию на 1 января каждого года |
| 2001                                                                                | 2002                                                                                | 2003                                                                                | 2004                                                                                | 2005                                                                                | 2006                                                                                | 2007                                                                                | 2008                                                                                | 2009                                                                                | 2010                                                                                | 2011                                                                                |
| ----------------------------------------------------------------------------------- | ----------------------------------------------------------------------------------- | ----------------------------------------------------------------------------------- | ----------------------------------------------------------------------------------- | ----------------------------------------------------------------------------------- | ----------------------------------------------------------------------------------- | ----------------------------------------------------------------------------------- | ----------------------------------------------------------------------------------- | ----------------------------------------------------------------------------------- | ----------------------------------------------------------------------------------- | ----------------------------------------------------------------------------------- |
| 10 030                                                                              | →10 030                                                                             | ↘9890                                                                               | ↘9760                                                                               | ↘9670                                                                               | ↘9590                                                                               | ↘9530                                                                               | ↗9590                                                                               | ↗9850                                                                               | ↗9960                                                                               | ↗10 030                                                                             |
| 2012                                                                                | 2013                                                                                | 2014                                                                                | 2015                                                                                | 2016                                                                                | 2017                                                                                | 2018                                                                                | 2019                                                                                | 2020                                                                                | 2021                                                                                | 2022                                                                                |
| ↘9891                                                                               | ↘9848                                                                               | ↘9751                                                                               | ↗9758                                                                               | ↘9577                                                                               | ↗9695                                                                               | ↗9775                                                                               | ↗9910                                                                               | ↗10 004                                                                             | ↗10 078                                                                             | ↗10 499                                                                             |

## Образование
В Кейла работают две средние школы: Кейлаская школа (язык обучения — эстонский) и Кейлаская общая гимназия (язык обучения — русский). В городе также действует частная школа «Waldorfkool Läte», работающая по системе вальдорфской педагогики.

## Промышленность
В городе находятся следующие промышленные предприятия:
| Предприятие                     | Вид деятельности                                 | Численность работников на 31.12.2021 |
| ------------------------------- | ------------------------------------------------ | ------------------------------------ |
| Glamox AS                       | Производство электроосветительного оборудования  | 252                                  |
| AS Harju Elekter Elektrotehnika | Производство электрораспределительной аппаратуры | 238                                  |
| Ensto Ensek AS                  | Производство электрораспределительной аппаратуры | 225                                  |
| Vado International OÜ           | Производство стекловолокна                       | 43                                   |
| HBR Estonia OÜ                  | Производство душевых и ванных капсул             | 36                                   |
| Harju Elekter AS                | Производство электрораспределительной аппаратуры | 25                                   |
| Nestor Cables Baltics OÜ        | Производство металлоизделий                      | 25                                   |

По данным Департамента статистики, в 2018 году торговый оборот действующих в Кейла предприятий равнялся 32,7 млн евро, при этом наибольшую долю составлял оборот предприятий обрабатывающей промышленности — 65 % (22,1 млн евро).

## Известные личности
- Отто Рейнхольд фон Хольц (1757—1828) — пастор немецкого происхождения, просветитель эстонского народа, пропагандист эстонского языка (XIX в.); родился в Кейла[17].

## Галерея

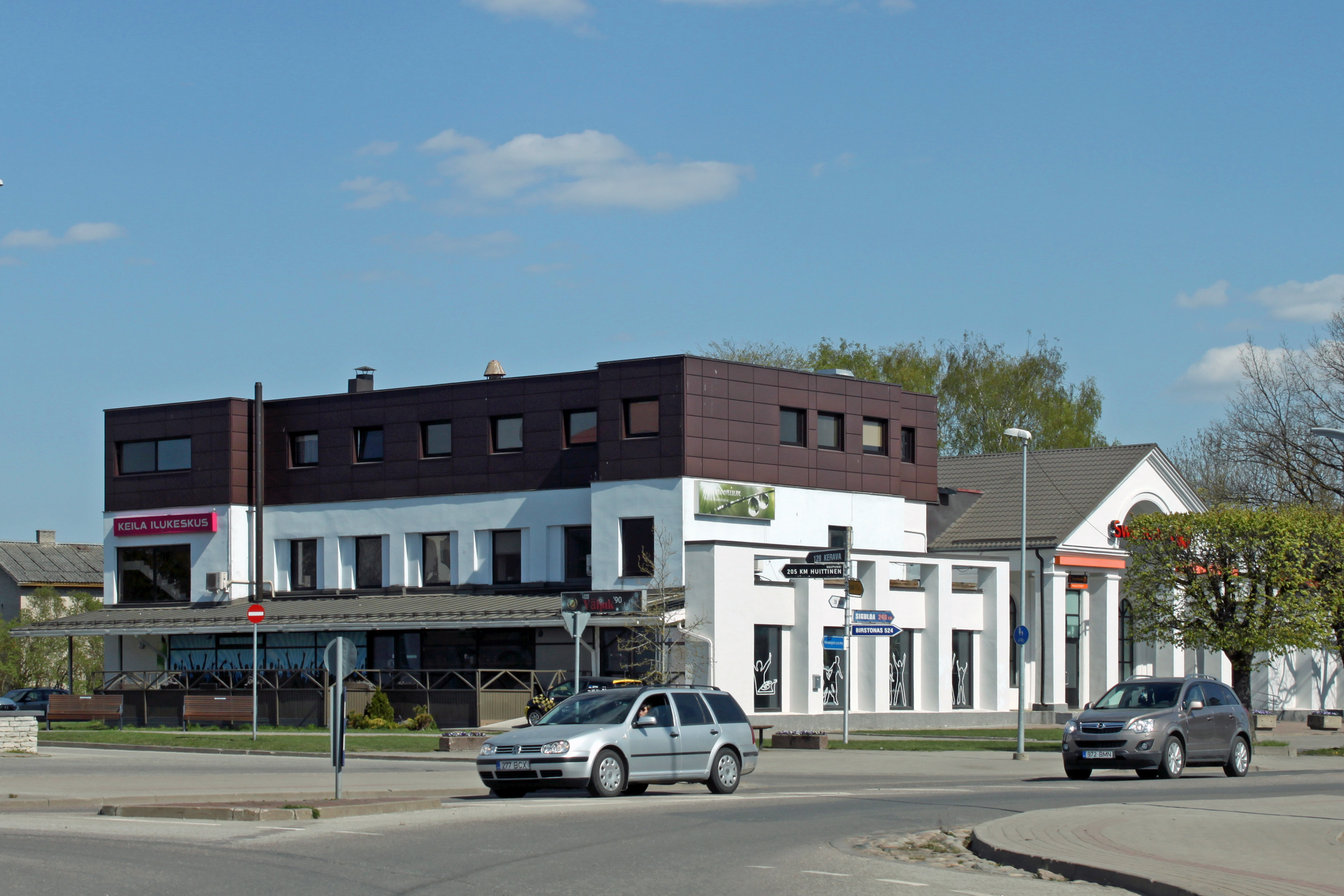
Центр города
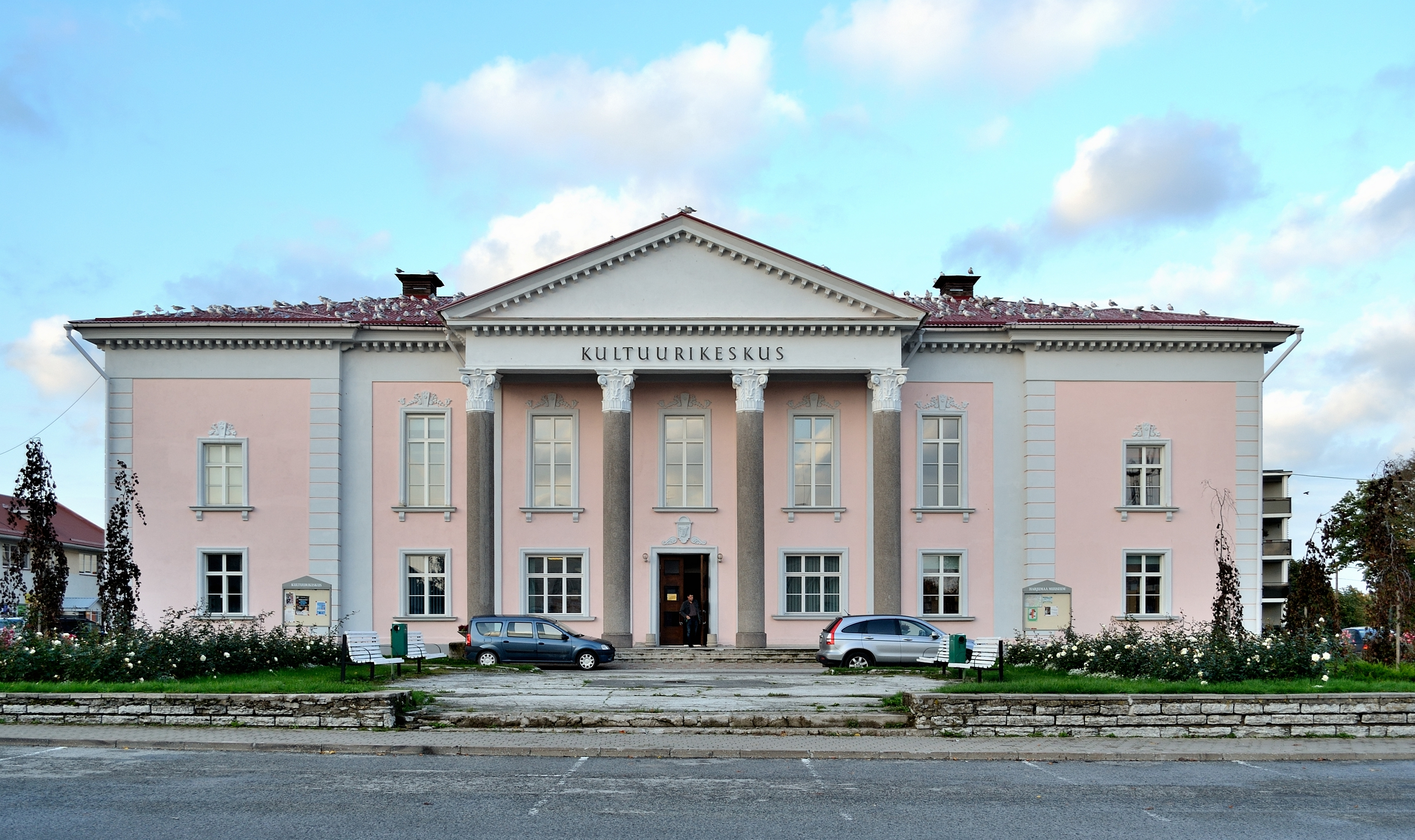
Культурный центр Кейла
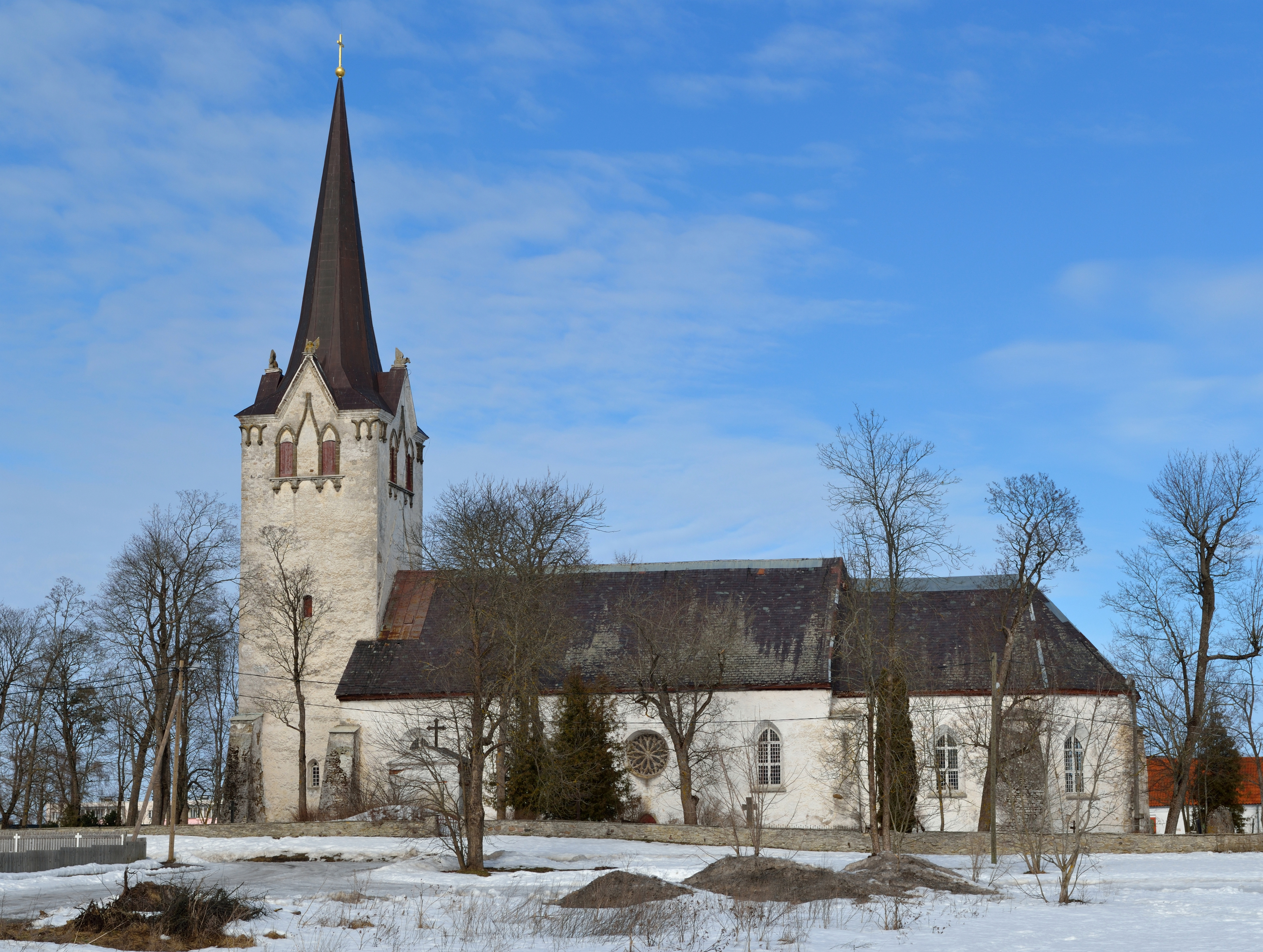
Кейлаская церковь
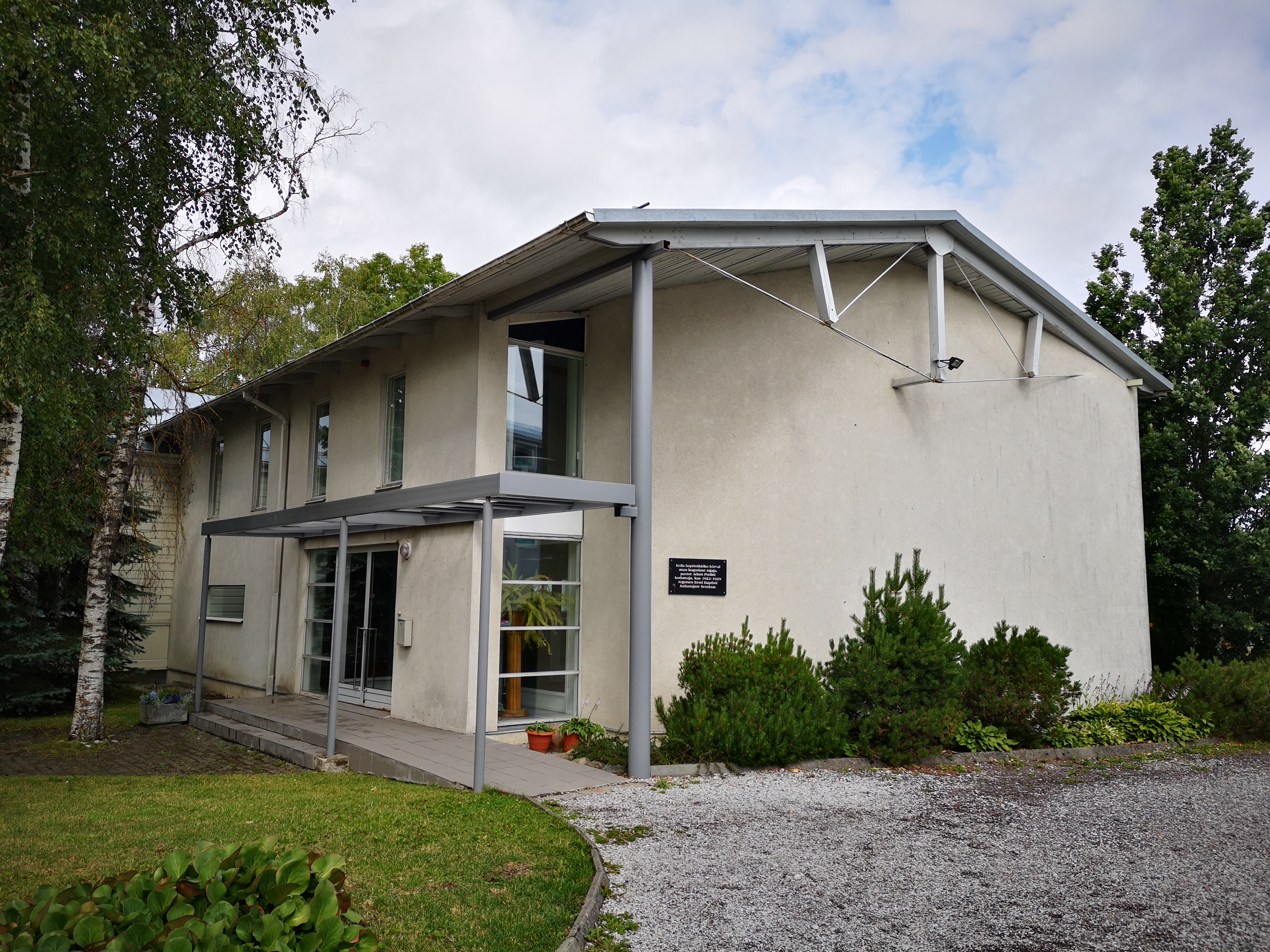
Баптистская церковь в Кейла
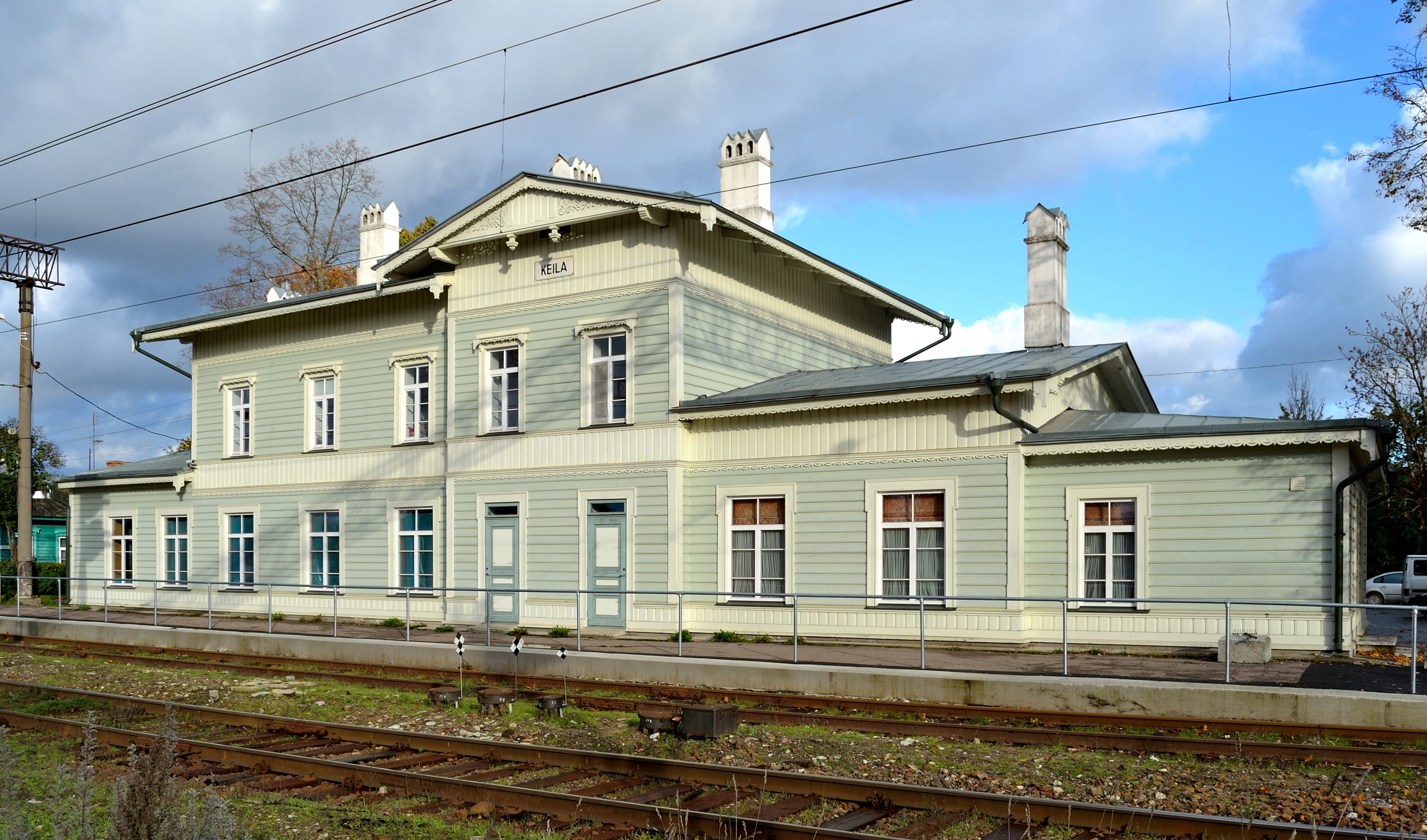
Железнодорожная станция Кейла
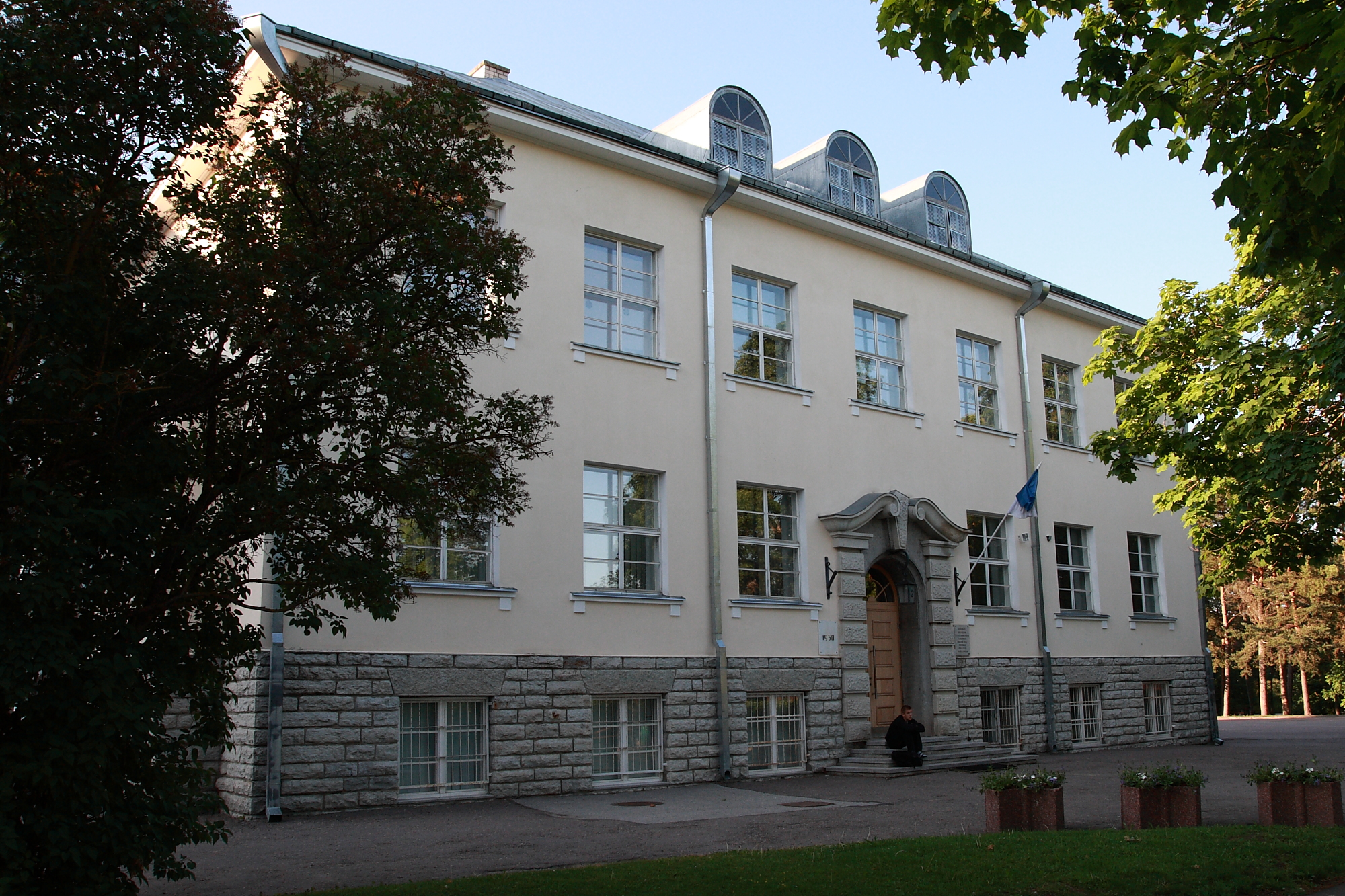
Основная школа Кейла
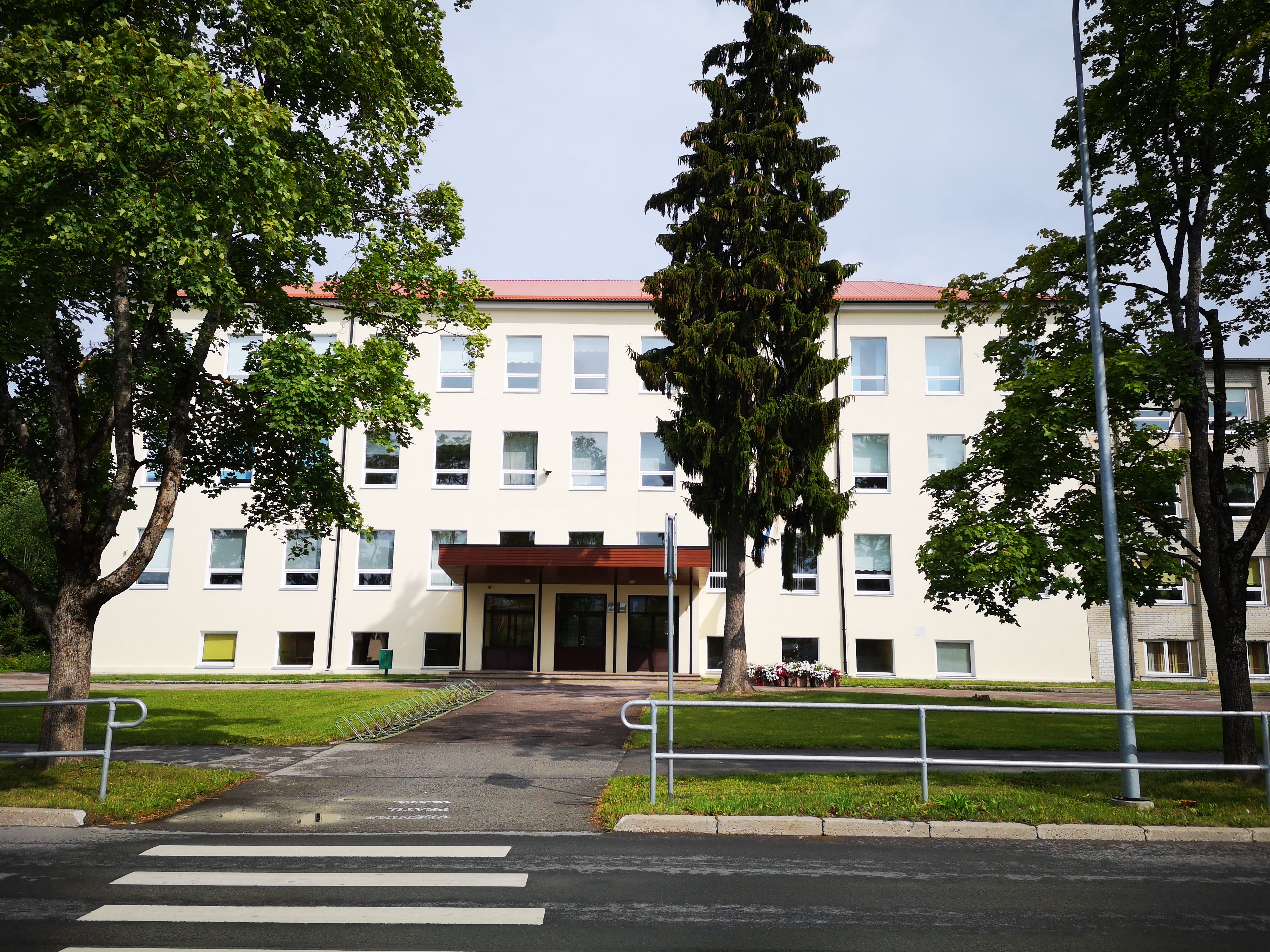
Кейлаская общая гимназия
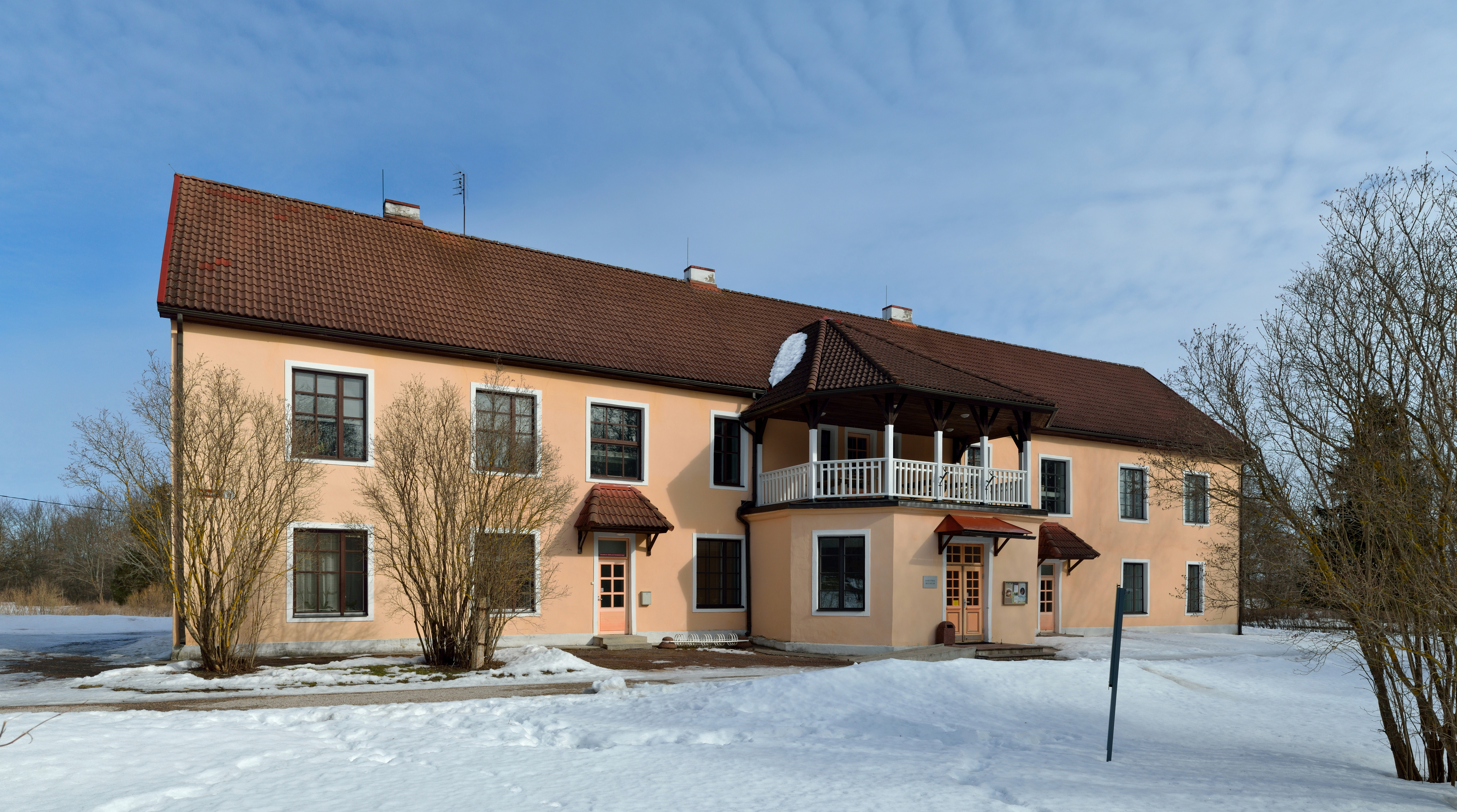
Музей Харьюмаа, бывшее главное здание мызы Кегель (Кейла)
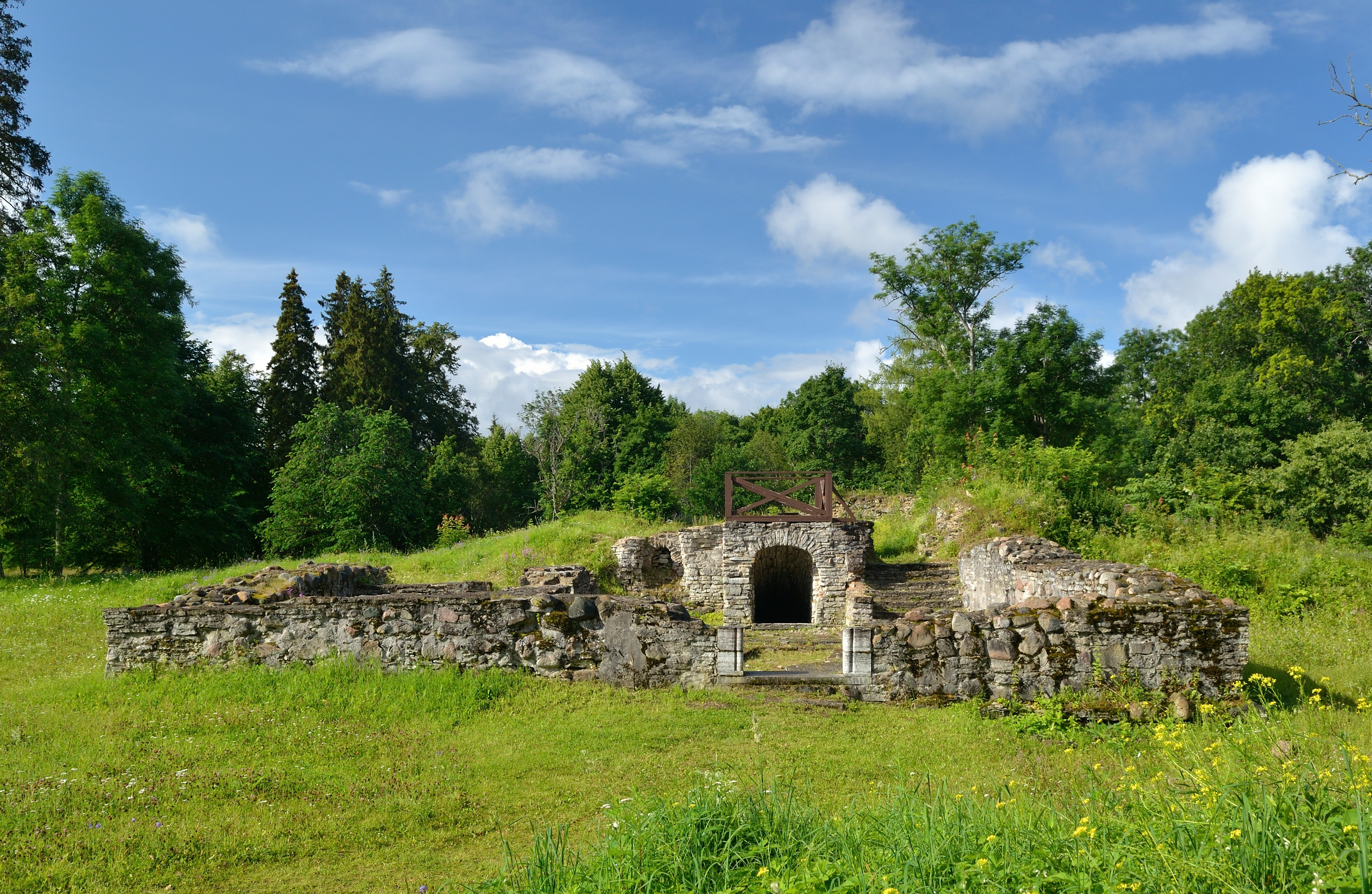
Развалины укреплённого дома (памятник культуры)
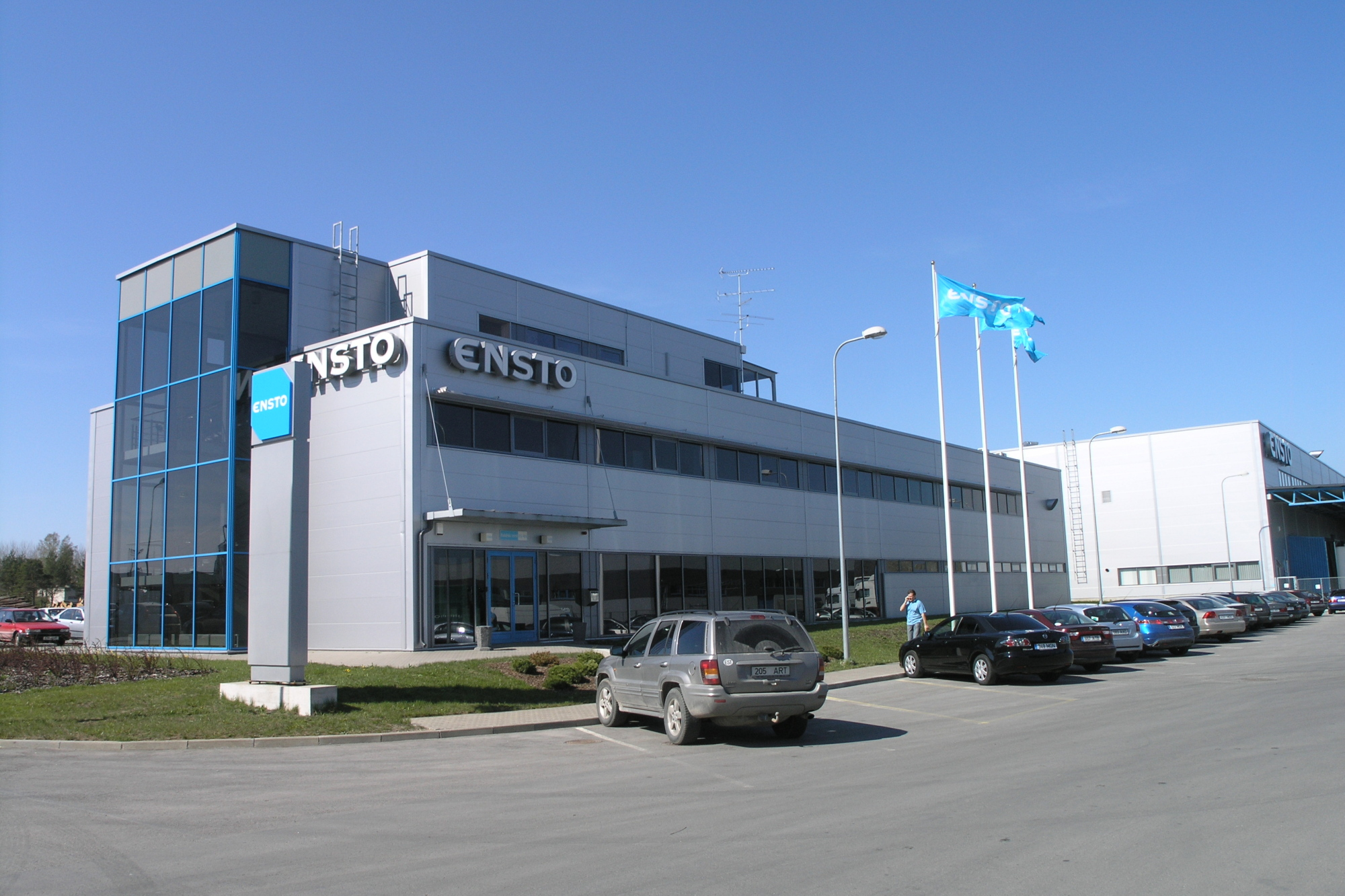
Завод «Ensto» в Кейла
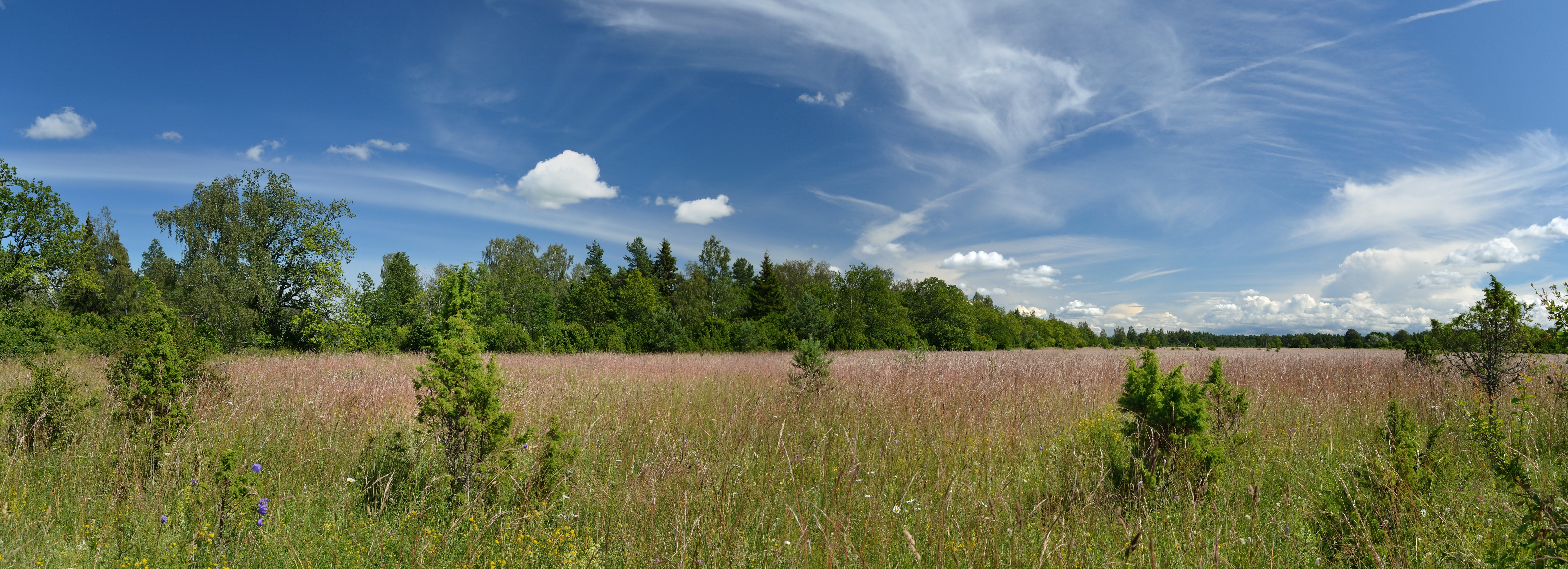
Форма рельефа в Кейла
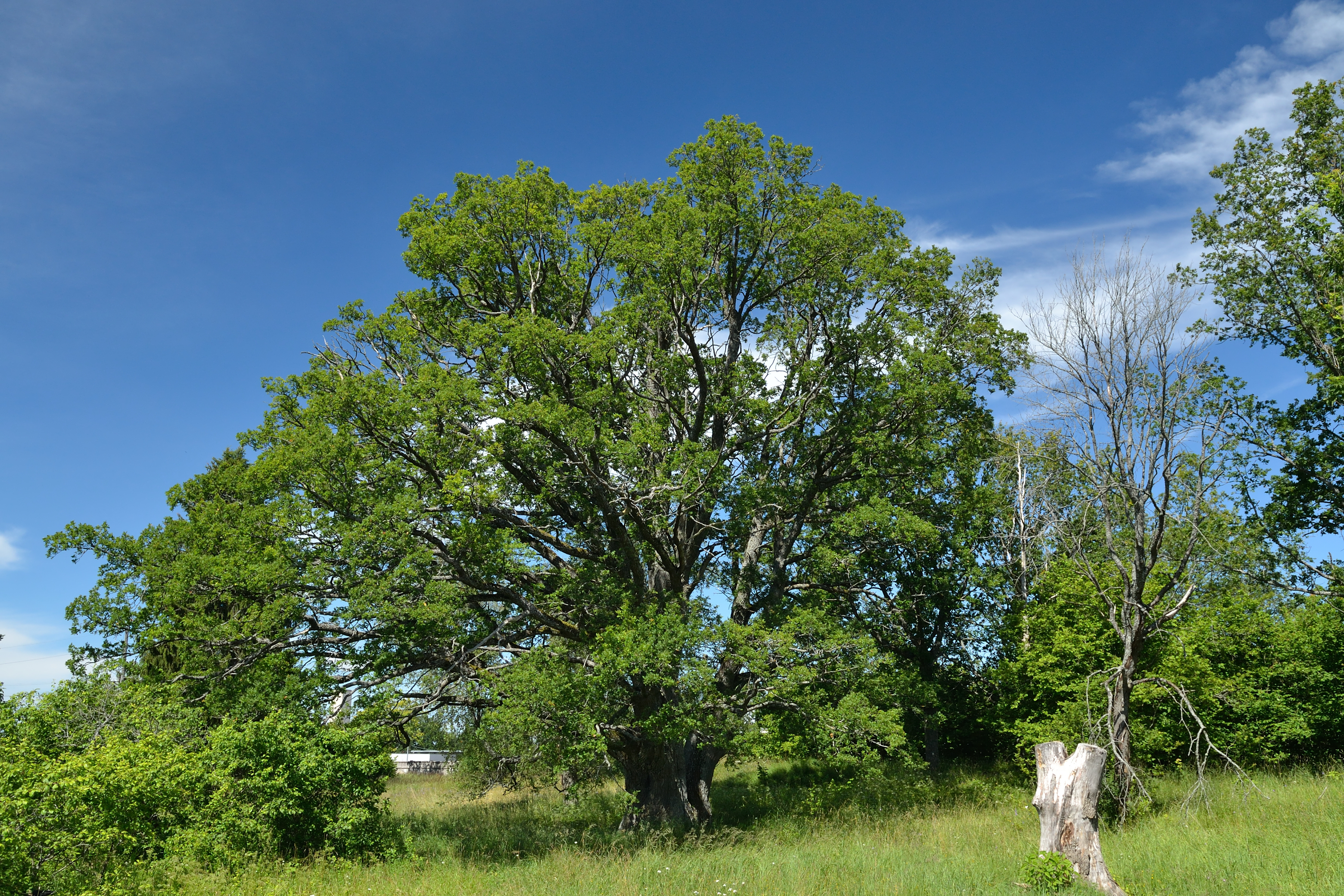
Дуб Лийвааугу

### Комментарии
1. ↑  Эстонские топонимы, оканчивающиеся на -а, не склоняются (исключение — Нарва)